# Robson Ponte
Robson Ponte (* 6. November 1976 in São Paulo) ist ein ehemaliger brasilianisch-italienischer Fußballspieler.
Ponte spielte für de CA Juventus, den América FC (SP) und den Guarani FC in Brasilien. Von 1999 bis 2005 stand er bei Bayer 04 Leverkusen unter Vertrag und wurde mit der Werkself 1999/2000 unter Christoph Daum deutscher Vizemeister. Von 2003 bis 2005 war Ponte für zwei Spielzeiten an den VfL Wolfsburg ausgeliehen. Von 2005 bis 2010 stand er bei dem japanischen Verein Urawa Red Diamonds unter Vertrag. Anschließend wechselte Ponte 2011 zurück nach Brasilien zu Grêmio Barueri, wo er seine Karriere beendete.

## Sonstiges
Als Robson Ponte im Jahre 1999 anfing, in der Fußball-Bundesliga zu spielen, produzierte der Kölner Technomusiker Reinhard Voigt „aus Freude darüber“ den gleichnamigen Track auf dem Label Kompakt.

## Auszeichnungen
- 2007 – J. League Fußballer des Jahres